# Thade Jude Correa
Thade Jude Correa (* 17. Januar 1983) ist ein US-amerikanischer Komponist und Lyriker.

## Leben
Correa studierte Literatur und Musik an der Indiana University Bloomington. Seine Lehrer waren Jack Winsor Hansen, Jean-Louis Haguenauer, Sven-David Sandström und P. Q. Phan. Seinen Mastergrad erlangte er 2010 im Rahmen des interdisziplinären Masters of Arts Program in the Humanities der University of Chicago. Für Look Down Fair Moon erhielt er einen Preis beim Oregon Bach Festival, für Two Poems of Louise Glück wurde er mit dem Ruth and Emil Beyer Memorial Award ausgezeichnet. Das Chorstück The Vow of Shantideva wurde anlässlich eines Besuches des Dalai Lama in Bloomington 2008 aufgeführt. Correas Gedichte erschienen in Zeitschriften wie Ibbetson Street und The Aurorean.

## Werke
- The dreams descend für Flöte und Stimme, 2009
- Three Poems of Taylor Altman für Stimme und Klavier, 2009
- Whitman Songs für Stimme und Klavier, 2009
- Simple Gifts für Flöte und Klavier, 2009
- The Vow of Shantideva für gemischten Chor, 2007
- Where Do We Go? für Stimme und Klavier Musik zu Maegan Polands Film Ten Signs Your Roommate is a Serial Killer, 2007
- Two Poems of Louise Glück für Stimme und Klavier, 2006
- Poem für Klavier, 2006
- Come lovely and soothing death für sechsstimmigen Chor a cappella, 2006
- Aria für Soloflöte, 2005
- Basho Portraits für Stimme, Klavier, Violine und Altflöte, 2005
- Trees für Flöte, Viola und Harfe, 2002
- Look down fair moon für zwei Soprane und Cello, 2002
- Summer Songs für Stimme und Klavier, 2001
- Six American Songs für Stimme und Klavier, 2000
- He is More than a Hero für zwei Soprane, 2000